# Indaba
Un'indaba è un'importante riunione cui partecipano gli izinDuna (cioè, gli uomini più importanti) dei popoli Zulu o Xhosa del Sudafrica. Tale modalità di riunione è praticata anche dagli Swazi, che chiamano tali riunioni con il termine affine indzaba. A queste importanti riunioni partecipano esclusivamente i maggiorenti di una particolare comunità oppure in altri casi possono essere tenute con i rappresentanti di altre comunità.
Il termine deriva da una parola della lingua Zulu, che significa "affari" o "argomento".
Una caratteristica importante di queste riunioni è la modalità con la quale esse devono essere svolte: si tratta di riunioni plenarie e pubbliche, dove ogni partecipante a turno è invitato brevemente a illustrare alla platea le proprie posizioni, le questioni su cui non può spingersi oltre un certo punto e le possibili soluzioni che è disponibile ad accettare.
Questo modo di procedere favorisce il raggiungimento di accordi condivisi e per questo si sta diffondendo come pratica anche in ambito internazionale.